# Emilio Comici
Emilio Comici (ur. 21 lutego 1901 w Trieście, zm. 19 października 1940 w Sëlva) – włoski alpinista, jeden z prekursorów wspinaczki techniką hakową, pomysłodawca ławeczki. Autor wielu znanych dróg wspinaczkowych, między innymi na Cima Grande w Dolomitach.

## Najważniejsze osiągnięcia wspinaczkowe
- 1928 – Cima di Riofreddo, ściana północna, razem z G. Fabianem
- 1929 – Le tre sorelle, ściana północno-zachodnia, razem z G. Fabianem
- 1931 – Monte Civetta, ściana parete północno-zachodnia, razem z G. Benedettim
- 1933 – Cima Grande di Lavaredo, ściana północna, razem z braćmi G. i A. Dimai
- 1933 – Cima Piccola di Lavaredo, ściana południowo-wschodnia, razem z M. Varale i R. Zanuttim
- 1937 – Cima Grande di Lavaredo, ściana północna, samotnie w 4 godziny.